# Порус, Владимир Натанович
Влади́мир Ната́нович По́рус (род. 19 сентября 1943, Ош, Киргизская ССР, СССР) — советский и российский философ, специалист по теории познания, философии и методологии науки. Доктор философских наук, профессор.

## Биография
Родился 19 сентября 1943 года в городе Ош Киргизской ССР.
Среднюю школу окончил в г. Луганске.
После службы в Советской армии поступил в МГУ.
В 1970 году окончил философский факультет МГУ имени М. В. Ломоносова по специальности «Философия».
В 1974 году закончил аспирантуру Института философии АН СССР и защитил диссертацию на соискание учёной степени кандидата философских наук по теме «Гносеологические проблемы многозначной логики».
С 1974 года работает в ИФ РАН, где в настоящее время является ведущим научным сотрудником.
В 1997 году присвоено учёное звание доцента.
С 1999 года — заведующий кафедрой философии Университета РАО.
С 1999 года — член редакционной коллегии журнала «Вестник Российского философского общества».
В 2002 году защитил диссертацию на соискание учёной степени доктора философских наук по теме «Научная рациональность как тема эпистемологии».
С 2003 года — профессор и заведующий кафедрой онтологии, логики и теории познания Школы философии Факультета гуманитарных наук НИУ ВШЭ.
Ведущий научный сотрудник Лаборатории исследования философии Центра фундаментальных исследований НИУ ВШЭ.
С 2004 года — член редакционной коллегии журнала «Эпистемология и философия науки».
С 2007 года — член редакционной коллегии журнала «Философские науки».

## Семья
Отец: Порус Натан Ананьевич
Мать: Остановская Бронислава Самойловна
Брат: Порус Борис Натанович

## Награды
- Лауреат премии «Золотая Вышка» — 2005 в номинации Достижения в преподавательской деятельности
- Благодарность Высшей школы экономики (ноябрь 2007)
- Почётный работник науки и техники Российской Федерации (ноябрь 2012)
- Почетная грамота Высшей школы экономики (сентябрь 2013)

## Научные труды

### Монографии
- Порус В. Н. Актуальные проблемы анализа «научных революций». М., 1983;
- Порус В. Н. У края культуры. Философские очерки. М. : Канон +, 2008.
- Семён Людвигович Франк / Сост.: В. Н. Порус; под общ. ред.: В. Н. Порус. М. : РОССПЭН, 2012.
- Порус В. Н. Перекрестки методов (опыты междисциплинарности в философии культуры). М. : Канон+, 2012.

### Энциклопедии
Новая философская энциклопедия
- Порус В. Н. Антиномия // Новая философская энциклопедия / Ин-т философии РАН; Нац. обществ.-науч. фонд; Предс. научно-ред. совета В. С. Стёпин, заместители предс.: А. А. Гусейнов, Г. Ю. Семигин, уч. секр. А. П. Огурцов. — 2-е изд., испр. и допол. — М.: Мысль, 2010. — ISBN 978-5-244-01115-9.
- Порус В. Н. Критицизм // Новая философская энциклопедия / Ин-т философии РАН; Нац. обществ.-науч. фонд; Предс. научно-ред. совета В. С. Стёпин, заместители предс.: А. А. Гусейнов, Г. Ю. Семигин, уч. секр. А. П. Огурцов. — 2-е изд., испр. и допол. — М.: Мысль, 2010. — ISBN 978-5-244-01115-9.
- Порус В. Н. Критический рационализм // Новая философская энциклопедия / Ин-т философии РАН; Нац. обществ.-науч. фонд; Предс. научно-ред. совета В. С. Стёпин, заместители предс.: А. А. Гусейнов, Г. Ю. Семигин, уч. секр. А. П. Огурцов. — 2-е изд., испр. и допол. — М.: Мысль, 2010. — ISBN 978-5-244-01115-9.
- Порус В. Н. Кун, Томас Сэмюэл // Новая философская энциклопедия / Ин-т философии РАН; Нац. обществ.-науч. фонд; Предс. научно-ред. совета В. С. Стёпин, заместители предс.: А. А. Гусейнов, Г. Ю. Семигин, уч. секр. А. П. Огурцов. — 2-е изд., испр. и допол. — М.: Мысль, 2010. — ISBN 978-5-244-01115-9.
- Порус В. Н. «Научный реализм» // Новая философская энциклопедия / Ин-т философии РАН; Нац. обществ.-науч. фонд; Предс. научно-ред. совета В. С. Стёпин, заместители предс.: А. А. Гусейнов, Г. Ю. Семигин, уч. секр. А. П. Огурцов. — 2-е изд., испр. и допол. — М.: Мысль, 2010. — ISBN 978-5-244-01115-9.
- Порус В. Н. Постпозитивизм // Новая философская энциклопедия / Ин-т философии РАН; Нац. обществ.-науч. фонд; Предс. научно-ред. совета В. С. Стёпин, заместители предс.: А. А. Гусейнов, Г. Ю. Семигин, уч. секр. А. П. Огурцов. — 2-е изд., испр. и допол. — М.: Мысль, 2010. — ISBN 978-5-244-01115-9.
- Порус В. Н. Решер, Николас // Новая философская энциклопедия / Ин-т философии РАН; Нац. обществ.-науч. фонд; Предс. научно-ред. совета В. С. Стёпин, заместители предс.: А. А. Гусейнов, Г. Ю. Семигин, уч. секр. А. П. Огурцов. — 2-е изд., испр. и допол. — М.: Мысль, 2010. — ISBN 978-5-244-01115-9.
- Порус В. Н. Селларс, Уилфрид // Новая философская энциклопедия / Ин-т философии РАН; Нац. обществ.-науч. фонд; Предс. научно-ред. совета В. С. Стёпин, заместители предс.: А. А. Гусейнов, Г. Ю. Семигин, уч. секр. А. П. Огурцов. — 2-е изд., испр. и допол. — М.: Мысль, 2010. — ISBN 978-5-244-01115-9.

Большая российская энциклопедия
- Котарбинский, Тадеуш : [арх. 3 января 2023] / Порус В. H. // Конго — Крещение. — М. : Большая российская энциклопедия, 2010. — С. 493. — (Большая российская энциклопедия : [в 35 т.] / гл. ред. Ю. С. Осипов ; 2004—2017, т. 15). — ISBN 978-5-85270-346-0.
- Лукасевич, Ян : [арх. 4 января 2023] / Порус В. H. // Ломоносов — Манизер. — М. : Большая российская энциклопедия, 2011. — С. 118. — (Большая российская энциклопедия : [в 35 т.] / гл. ред. Ю. С. Осипов ; 2004—2017, т. 18). — ISBN 978-5-85270-351-4.
- Львовско-варшавская школа : [арх. 3 января 2023] / Васюков В. Л., Порус В. Н. // Ломоносов — Манизер. — М. : Большая российская энциклопедия, 2011. — С. 195-196. — (Большая российская энциклопедия : [в 35 т.] / гл. ред. Ю. С. Осипов ; 2004—2017, т. 18). — ISBN 978-5-85270-351-4.
- Пирс, Чарльз Сандерс : [арх. 3 января 2023] / Порус B. H. // Перу — Полуприцеп. — М. : Большая российская энциклопедия, 2014. — С. 267. — (Большая российская энциклопедия : [в 35 т.] / гл. ред. Ю. С. Осипов ; 2004—2017, т. 26). — ISBN 978-5-85270-363-7.
- Решер, Николас : [арх. 3 января 2023] / Порус B. H. // Пустырник — Румчерод. — М. : Большая российская энциклопедия, 2015. — С. 459. — (Большая российская энциклопедия : [в 35 т.] / гл. ред. Ю. С. Осипов ; 2004—2017, т. 28). — ISBN 978-5-85270-365-1.
- Фейерабенд, Пол (Пауль) Карл : [арх. 3 января 2023] / Порус В. Н. // Уланд — Хватцев. — М. : Большая российская энциклопедия, 2017. — С. 240. — (Большая российская энциклопедия : [в 35 т.] / гл. ред. Ю. С. Осипов ; 2004—2017, т. 33). — ISBN 978-5-85270-370-5.

### Статьи
на русском языке
- Порус В. Н. «Методологический прагматизм» Н. Решера // Вопросы философии. 1979. № 8;
- Порус В. Н. «Научный реализм» У. Селларса // Вопросы философии.1980. № 9;
- Порус В. Н. Чарлз Пирс и современная философия науки // Вопросы философии. 1982. № 3;
- Порус В. Н. Эволюция образа науки во второй половине XX в. [В соавт.] // В поисках теории развития науки. М., 1983;
- Порус В. Н. «Научный реализм» и научное знание // Философские науки. 1984. № 6;
- Порус В. Н. О философских аспектах проблемы «несоизмеримости» научных теорий // Вопросы философии. 1986. № 12;
- Алюшин А. Л., Порус В. Н. Власть и «политический реализм»: поведенческие концепции власти в политической науке США (недоступная ссылка) // Власть. Очерки современной политической философии Запада. М. : Наука, 1989. С. 95-127.
- Порус В. Н. Стиль научного мышления // Теория познания. Т.3. Познание как исторический процесс. М., 1993;
- Порус В. Н. Рыцарь Ratio // Вопросы философии. 1995. № 4;
- Порус В. Н. «Открытое общество» (методологические аспекты) // Теория познания. Т.4. Познание социальной реальности. М., 1995;
- Порус В. Н. Эпистемология: некоторые тенденции // Вопросы философии. 1997. № 2;
- Порус В. Н. Перспективы эпистемологии // Наука в культуре. М., 1998;
- Порус В. Н. Наука как культура и наука как цивилизация // Наука в культуре. М., 1998;
- Порус В. Н. Альтернативы научного разума (к анализу романтической и натурфилософской критики классической науки) // Вопросы истории естествознания и техники. 1998. № 4;
- Порус В. Н. «Конец субъекта», или Пострелигиозная культура // Полигнозис. 1998. № 1;
- Порус В. Н. Цена «гибкой рациональности». О философии науки С. Тулмина // Вопросы философии.1999. № 2;
- Порус В. Н. «Конец субъекта» или пострелигиозная культура //Разум и экзистенция: анализ научных и вненаучных форм мышления. СПб.,1999;
- Порус В. Н. Парадоксальная рациональность (очерки теории научной рациональности). М., 1999;
- Порус В. Н. Альтернативы научного разума //Альтернативные миры знания (отв. ред. В. Н. Порус, Е. Л. Черткова). СПб., 2000.
- Порус В. Н. Философский Конгресс должен помешать распаду российской философии // Вестник Российского философского общества. 2004. № 2. С. 12-16.
- Порус В. Н. В. С. Соловьёв и Л. И. Шестов: единство в трагедии // Вопросы философии. 2004. № 2. С. 148—159
- Порус В. Н. Выступление на «Круглом столе» журнала Вопросы философии: «Философия в современной культуре: новые перспективы» // Вопросы философии. 2004. № 4. С. 38-42.
- Порус В. Н. Неизбывная актуальность предостережений С. Н. Булгакова // Философские науки. 2005. № 5. С. 42-66
- Порус В. Н. О плясках гномов (не по Григу) // Вестник Российского философского общества. 2005. № 1. С. 151-
- Порус В. Н. Обжить катастрофу. Своевременные заметки о духовной культуре России // Вопросы философии. 2005. № 11. С. 24-36
- Порус В. Н. Павел Флоренский: опыт антиномической философии культуры. Ч. 1 // Философские науки. 2005. № 12. С. 17-24.
- Порус В. Н. Проблема значения сквозь призму культурологического функционализма // Эпистемология и философия науки. 2005. Т. 5. № 3. С. 193—198.
- Порус В. Н., Мишаткина Т. В. Этика бизнеса: ориентация на успех, справедливость и демократию // Высшее образование в России. 2005. № 9. С. 111—123.
- Порус В. Н. Возможна ли философия как теоретическое знание? // Эпистемология и философия науки. 2005. Т. 3. № 1. С. 55-61.
- Порус В. Н. К вопросу о междисциплинарности философии науки // Эпистемология и философия науки. 2005. Т. 4. № 2. С. 54-76.
- Порус В. Н. Как критиковать «критический рационализм» // Эпистемология и философия науки. 2005. Т. 6. № 4. С. 78-84.
- Порус В. Н. Кнут вместо этики как аргумент «диалектического материализма» // Вестник Российского философского общества. 2005. № 3. С. 115—119.
- Порус В. Н. Конгресс как знак развилки на пути российской философии // Вестник Российского философского общества. 2005. № 2. С. 71-75.
- Порус В. Н. Суждена ли вузовской философии в России долгая жизнь? // Вестник Российского философского общества. 2006. № 2
- Порус В. Н. Феномен «советской философии» // Высшее образование в России. 2006. № 11. С. 154—166.
- Порус В. Н. Философия науки: современные интерпретации // Высшее образование в России. 2006. № 5. С. 128—143.
- Порус В. Н. Функционализм: методологическая программа или философская парадигма? // Эпистемология и философия науки. 2006. Т. 8. № 2. С. 5-15.
- Порус В. Н. Является ли наука самоорганизующейся системой? // Вопросы философии. 2006. № 1. С. 95-108.
- Порус В. Н. Выступление на заседании «круглого стола» «Философия науки: проблемы и перспективы» // Вопросы философии. 2006. № 10. С. 35-37.
- Порус В. Н. Гуманитарное знание и последствия «лингвистического поворота» // Эпистемология и философия науки. 2006. Т. 10. № 4. С. 53-58.
- Порус В. Н. Не знаю, как вам… // Вестник Российского философского общества. 2007. № 3. С. 61-65.
- Порус В. Н. О разногласиях между алармистами // Эпистемология и философия науки. 2007. Т. 13. № 3. С. 61-65.
- Порус В. Н. Философия для аспирантов: порог выхода или входа? // Высшее образование в России. 2007. № 7. С. 152—157.
- Порус В. Н. Философия науки для аспирантов: experimentum crucis // Эпистемология и философия науки. 2007. Т. XIV. № 4. С. 63-79.
- Порус В. Н. Этика науки в структуре философии науки // Высшее образование в России. 2007. № 8. С. 137—147.
- Порус В. Н. Н. А. Бердяев: эсхатология свободы // Н. А. Бердяев и единство европейского духа / Под общ. ред.: В. Н. Порус. М. : Издательство Библейско-богословского института св. апостола Андрея, 2007. С. 142—178.
- Порус В. Н. Возрождение … через самоубийство? // Вестник Российского философского общества. 2007. № 2. С. 50-54.
- Порус В. Н. Ещё раз о вузовской философии или Размышления гуся, мечтающего спасти Рим // Вестник Российского философского общества. 2007. № 4. С. 52-58.
- Порус В. Н. Журнальная и учебниковая философии: преодолимо ли отчуждение? // Вестник Российского философского общества. 2007. № 1. С. 59-64.
- Порус В. Н. Имитация философии как симптом комплекса неполноценности // Эпистемология и философия науки. 2007. Т. XI. № 1. С. 71-74.
- Порус В. Н. Как возможна социальная эпистемология? // Эпистемология и философия науки. 2007. Т. XIV. № 4. С. 39-42.
- Порус В. Н. С. Л. Франк: антиномии духа как основания культуры // Вопросы философии. 2008. № 1. С. 51-
- Порус В. Н. Старинная солдатская песня — соло в пустоту // Вестник Российского философского общества. 2008. № 3. С. 139—142.
- Порус В. Н. Высшее образование должно возвышать человека // Вестник Российского философского общества. 2008. № 2. С. 43-50.
- Порус В. Н. Ещё раз о философском журнале: от иллюзий к реальности… и обратно? // Вестник Российского философского общества. 2008. № 4. С. 84-88.
- Порус В. Н. Имперское сознание… после империи? (размышления над книгой В. К. Кантора) // Вопросы философии. 2008. № 9. С. 125—134.
- Порус В. Н. Как объяснять? Знак развилки на пути психологии // Методология и история психологии. 2008. Т. 3. № 1. С. 88-97.
- Порус В. Н. Между философией и историей науки: на пути к «гибкой» теории научной рациональности // Имре Лакатос: Избранные произведения по философии и методологии науки / Пер. с англ.: И. Веселовский, А. Л. Никифоров, В. Н. Порус. — М.: Академический проект, 2008. С. 9-21.
- Порус В. Н. Наука и богословие: от проблем методологии к проблемам философии культуры // Высшее образование в России. 2008. № 11. С. 94-109.
- Порус В. Н. О «Соловьёвском семинаре» и немного о себе // Вестник Российского философского общества. 2008. № 1. С. 61-68.
- Порус В. Н. Рациональная коммуникация как проблема эпистемологии // Высшее образование в России. 2008. № 1. С. 133—141.
- Порус В. Н. Реформа вузовской философии как условие её выживания // Высшее образование в России. 2008. № 2. С. 26-33.
- Порус В. Н. Онтология культуры В. С. Соловьёва // Соловьёвские исследования. 2009. № 3 (23). С. 4-12.
- Порус В. Н. Онтология культуры С. Л. Франка // Философские науки. 2009. № 6. С. 8-28.
- Порус В. Н. Русская софиология в контексте кризиса культуры // Вторая Навигация: Альманах Вып. 9. Х. : Права людини, 2009. С. 127—157.
- Порус В. Н. Субъект и культура. Западноевропейская философия субъекта и русская религиозная философия «всеединства». Ч. 1 // Страницы: богословие, культура, образование. 2009. Т. 13. № 2. С. 215—233.
- Порус В. Н. Субъект и культура. Западноевропейская философия субъекта и русская религиозная философия «всеединства». Ч. 2 // Страницы: богословие, культура, образование. 2009. Т. 13. № 3. С. 343—373.
- Порус В. Н. Теория «сходства» против «лингвистического поворота» или Блуждание в Хэмптон-Кортском лабиринте // Эпистемология и философия науки. 2009. Т. 21. № 3. С. 77-80.
- Порус В. Н. Эпистемологический смысл коммуникативной рациональности // Вестник Российского гуманитарного научного фонда. 2009. № 3. С. 80-88.
- Порус В. Н. Интеллект как культурная ценность // Вестник Российского философского общества. 2009. № 1. С. 79-85.
- Порус В. Н. К вопросу о «рациональной реконструкции истории науки» // Высшее образование в России. 2009. № 7. С. 139—146.
- Порус В. Н. Духовность как тема диалога науки с богословием // Религиоведение. 2009. № 2. С. 167—169.
- Порус В. Н. Людвик Флек: от сравнительной к социальной эпистемологии // Социальная эпистемология: идеи, методы, программы / Под общ. ред.: И. Т. Касавин. М. : Канон+, 2010. Гл. 26. С. 566—585.
- Порус В. Н. Многомерность рациональности // Эпистемология и философия науки. 2010. Т. 23. № 1. С. 5-16.
- Порус В. Н. На Мосту интерпретаций: Р. Мертон и социальная эпистемология // Социология науки и технологий. 2010. Т. 1. № 4. С. 102—115.
- Порус В. Н. О претензиях «анархической» философии // Вестник Тверского государственного университета. Серия: Филология. 2010. № 9. С. 56-61.
- Порус В. Н. О философии науки в именительном падеже // Эпистемология и философия науки. 2010. № 4. С. 63-67.
- Порус В. Н. Аспирантская философия — иллюзии и реальность // Вестник Российского философского общества. 2011. № 2. С. 55-59.
- Порус В. Н. Онтология культуры в русской религиозной философии (Владимир Соловьев и Семен Франк) // В кн.: Возможные миры. Семантика, онтология, метафизика / Рук.: Е. Г. Драгалина-Чеэёрная; отв. ред.: Е. Г. Драгалина-Чёрная. М. : Канон+, 2011. С. 242—276.
- Порус В. Н. Психология в культурно-исторической проекции // Вопросы философии. 2011. № 7. С. 49-57.
- Порус В. Н. Социально-эпистемологический взгляд на культурно-историческую психологию // Стиль мышления: проблема исторического единства научного знания. К 80-летию Владимира Петровича Зинченко / Сост.: Т. Г. Щедрина, Б. Мещеряков; науч. ред.:Т. Г. Щедрина. М. : РОССПЭН, 2011. С. 43-59.
- Порус В. Н. Тождество «я» — конфликт интерпретаций // Культурно-историческая психология. 2011. № 3. С. 27-
- Порус В. Н. Тоска по бытию (А. П. Чехов и философия культуры) // Дом Бурганова. Пространство культуры. 2011. № 3. С. 8-26.
- Порус В. Н. Философия — пространство свободы // Филология и культура. 2011. № 7. С. 62-71.
- Порус В. Н. Философия — пространство свободы // Философия свободы / Отв. ред.: Д. Э. Гаспарян. СПб. : Алетейя, 2011. С. 103—122.
- Порус В. Н. Философский факультет в исследовательском университете: переориентировка целей // Высшее образование в России. 2011. № 7. С. 3-9.
- Порус В. Н. Тождество Я в философско-методологическом и психологическом измерениях // Эпистемология и философия науки. 2012. Т. XXXII. № 2. С. 5-15.
- Порус В. Н., Кантор В. К. С. Л. Франк: философская антропология как этелехия культуры // Семён Людвигович Франк / Сост.: В. Н. Порус; под общ. ред.: В. Н. Порус. М. : РОССПЭН, 2012. С. 417—432.
- Порус В. Н. Выбор интерпретации как проблема социальной эпистемологии // Эпистемология и философия науки. 2012. Т. 31. № 1. С. 18-35.
- Порус В. Н. Д. Юм и философия культуры // Вопросы философии. 2012. № 2. С. 92-103.
- Порус В. Н. Диалог из окопов «методологизма» и «эпистемологизма» // Эпистемология и философия науки. 2012. Т. XXXIV. № 4. С. 77-80.
- Порус В. Н. Духовность как потенциал свободы // Культурно-историческая психология. 2012. № 2. С. 104—112.
- Порус В. Н. Вступительная статья. О современных исследованиях творчества Н. Бердяева // Николай Александрович Бердяев. РОССПЭН, 2013. С. 6-12.
- Порус В. Н. Третья речь В. С. Соловьёва в память Ф. М. Достоевского через 130 лет // Соловьёвские исследования. 2013. № 1 (37). С. 19-30.
- Порус В. Н. Учёная степень как кривое зеркало российской науки // Высшее образование в России. 2013. № 4. С. 44-54.
- Порус В. Н. Философия науки как оффшорная зона советской философии // Проблемы и дискуссии в философии России второй половины XX в.: современный взгляд / Сост.: В. А. Лекторский; под общ. ред.: В. А. Лекторский. М. : Российская политическая энциклопедия, 2014. С. 137—156.
- Порус В. Н. Бытие и тоска: А. П. Чехов и А. П. Платонов // Вопросы философии. 2014. № 1. С. 19-33.
- Порус В. Н. К проблеме методологического плюрализма в психологии // Следование правилу: рассуждение, разум, рациональность / Отв. ред.: Е. Г. Драгалина-Чёрная, В. В. Долгоруков. СПб. : Алетейя, 2014. С. 396—410.
- Порус В. Н. Методологические вызовы психологии (размышления над книгой) // Вопросы философии. 2014. № 11. С. 52-62.
- Порус В. Н. Научная рациональность в культурно-историческом контуре // Культурно-историческая эпистемология: проблемы и перспективы. К 70-летию Бориса Исаевича Пружинина / Сост.: Н. С. Автономова, Т. Г. Щедрина; науч. ред.: Т. Г. Щедрина. М. : Российская политическая энциклопедия, 2014. С. 193—208.
- Порус В. Н. «Негативная онтология» Н. А. Бердяева и А. Н. Чанышева: социально-эпистемологическая ретроспекция // Онтология негативности / Отв. ред.: Е. Г. Драгалина-Чёрная. М. : Канон+, 2015

на других языках
- Porus V. N. La bureaucratie rationnelle et la crise de la culture // Revue philosophique de la France et de l'étranger. 2013. Vol. CCIII. No. 138. P. 203—214.
- Porus V. N. The choice of interpretation as a problem of social epistemology / Working papers by Basic Research Programme. Series HUM «Humanities». 2013. No. 19/HUM/2013.

### Рецензии
- Порус В. Н. Рецензия на книгу: Меркулов И. П. Эпистемология. // Вестник Российского гуманитарного научного фонда. 2004. № 1. С. 284—287.
- Порус В. Н. Рецензия на книгу: Щедрина Т. Г. : Очерки интеллектуальной биографии Густава Шпета. // Вопросы философии. 2005. № 8. С. 182—184.
- Порус В. Н. Рец. на кн.: Д. Харт. Красота бесконечного. Эстетика христианской истины. Пер. с англ. А. Лукьянова. // Вопросы философии. 2010. № 9. С. 188—190.
- Порус В. Н. «Конструктивистский подход»: pro и contra (рецензия на книгу "Конструктивистский подход в эпистемологии и науках о человеке.) // Гуманитарные науки. 2011. № 1. С. 80-82.

### Научная редакция
- Россия и Вселенская церковь: В. С. Соловьёв и проблема религиозного и культурного единения человечества / Под общ. ред.: В. Н. Порус. М. : Издательство Библейско-богословского института св. апостола Андрея, 2004.
- Наука и богословие. Антропологическая перспектива / Науч. ред.: В. Н. Порус. М. : Издательство Библейско-богословского института св. апостола Андрея, 2004.
- На пути к синтетическому единству европейской культуры. Философско-богословское наследие П. А. Флоренского и современность / Под общ. ред.: В. Н. Порус. М. : Издательство Библейско-богословского института св. апостола Андрея, 2006.
- Русское богословие в европейском контексте. С. Н. Булгаков и западная религиозно-философская мысль. / Под общ. ред.: В. Н. Порус. М. : Изд-во Библейско-богословского института св. апостола Андрея, 2006
- Н. А. Бердяев и единство европейского духа / Под общ. ред.: В. Н. Порус. М. : Издательство Библейско-богословского института св. апостола Андрея, 2007.
- Научные и богословские эпистемологические парадигмы. Историческая динамика и универсальные основания / Под общ. ред.: В. Н. Порус. М. : Издательство Библейско-богословского института св. апостола Андрея, 2009.
- Идейное наследие С. Л. Франка в контексте современной культуры / Под общ. ред.: В. Н. Порус. М. : Издательство Библейско-богословского института св. апостола Андрея, 2009.
- Софиология / Под общ. ред.: В. Н. Порус. М. : Издательство Библейско-богословского института св. апостола Андрея, 2010.
- Проблема «Я»: философские традиции и современность / Под общ. ред.: В. Н. Порус. М. : Альфа-М, 2012.
- Коммуникативная рациональность и социальные коммуникации / Науч. ред.: И. Т. Касавин, В. Н. Порус. М. : Альфа-М, 2012.
- Субъект и культура / Отв. ред.: В. Н. Порус. СПб. : Алетейя, 2014.

### Переводы
- Лакатос И. Избранные произведения по философии и методологии науки / Пер. с англ.: И. Веселовский, А. Л. Никифоров, В. Н. Порус. — М.: Академический проект, 2008.
- Малиновский Б. Проблема значения в примитивных языках (перевод с англ.) / Перев.: В. Н. Порус // Эпистемология и философия науки. 2005. Т. 5. № 3. С. 199—233.